# Forever you
《forever you》(포에버 유)는 일본의 밴드 ZARD의 여섯 번째 정규 앨범으로, 1995년 3월 10일 발매되었다. (CD: JBCJ-1001)

## 수록곡
| #            | 제목 | 작사          | 작곡                  | 편곡                            | 재생 시간 |
| ------------ | --- | ------------- | --------------------- | ------------------------------- | --------- |
| 1.           | 〈〈지금 바로 만나러 와 줘요〉〉 (今すぐ会いに来て 이마스구아이니키테[*])                                        | 사카이 이즈미 | 쿠리바야시 세이이치로 | 아카시 마사오                   | 4:30      |
| 2.           | 〈〈하이힐을 벗어 던지고〉〉 (ハイヒール脱ぎ捨てて 하이히루누기스테테[*])                                        | 사카이 이즈미 | 쿠리바야시 세이이치로 | 아카시 마사오                   | 5:22      |
| 3.           | 〈〈forever you〉〉                                                                                              | 사카이 이즈미 | 오다 테츠로           | 아카시 마사오                   | 4:42      |
| 4.           | 〈〈이제 도망치지 않을거야 추억으로부터〉〉 (もう逃げたりしないわ 想い出から 모니게타리시나이와 오모이데카라[*]) | 사카이 이즈미 | 쿠리바야시 세이이치로 | 아카시 마사오                   | 4:31      |
| 5.           | 〈〈당신을 느끼고 싶어요〉〉 (あなたを感じていたい 아나타오칸지테이타이[*])                                      | 사카이 이즈미 | 오다 테츠로           | 오다 테츠로                     | 5:09      |
| 6.           | 〈〈맘 편히 가자〉〉 (気楽に行こう 키라쿠니이코[*])                                                              | 사카이 이즈미 | 쿠리바야시 세이이치로 | 이케다 다이스케                 | 4:32      |
| 7.           | 〈〈I'm in love〉〉                                                                                              | 사카이 이즈미 | 오다 테츠로           | 이케다 다이스케                 | 4:11      |
| 8.           | 〈〈이렇게 곁에 있는데도〉〉                                                                                     | 사카이 이즈미 | 쿠리바야시 세이이치로 | 아카시 마사오 / 이케다 다이스케 | 5:17      |
| 9.           | 〈〈Just believe in love〉〉                                                                                     | 사카이 이즈미 | 하루하타 미치야       | 하야마 타케시                   | 5:31      |
| 10.          | 〈〈눈 돌리지 말아요〉〉 (瞳そらさないで 히토미소라사나이데[*])                                                  | 사카이 이즈미 | 오다 테츠로           | 아카시 마사오                   | 4:50      |
| 총 재생 시간 | 총 재생 시간 | 총 재생 시간  | 총 재생 시간          | 총 재생 시간                    | 48:35     |

## 크레딧
아래는 《forever you》 음반에 적혀있는 내용을 발췌한 것이다:
- 감독: 코마츠 히사시 (小松久)
- 녹음 / 믹싱: 노무라 마사유키 (野村昌之, Birdman)
- 녹음: 시마다 마사히로 (島田勝弘, Birdman)
- 보조 엔지니어: 진노 슈이치 (Birdman)
- 프로모션 스태프: 코바야시 사유리, 타카기 신이치 (高木信一, 이상 Ading)
- 레이블 매니저: 와타나베 준 (渡辺潤), 무토 요시미 (武藤好美, 이상 B-Gram RECORDS)
- Thanks to: 호소노 요시로 (細野義朗)
- 게스트 보이스: 쿠리바야시 세이이치로(栗林誠一郎, BMG Rooms), 오구로 마키(大黒摩季), 카와시마 다리아(川島だりあ, ZAIN Records), 이쿠자와 유이치(生沢佑一, Meldac), 마키호 에미(牧穂エミ)